# شمال (باد)

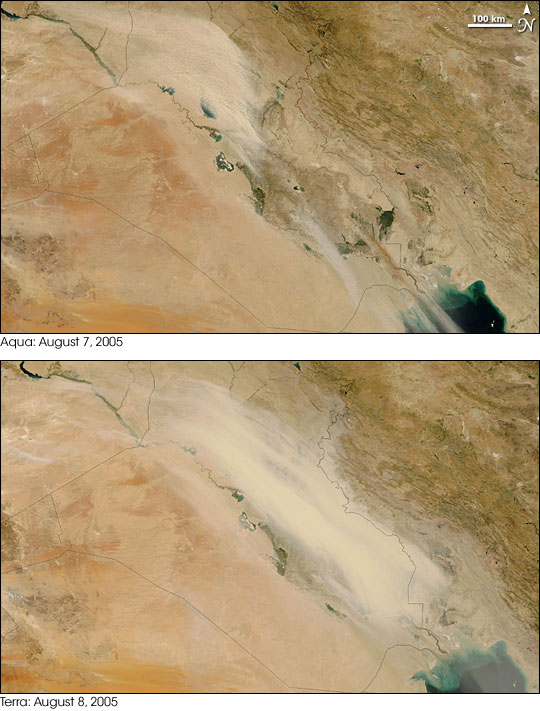
شمال (باد) در حال پخش شدن و گسترش یافتن در عراق، رصدخانه زمین ناسا

 باد شمالی  یکی از بادهای معروف در منطقهٔ استان هرمزگان در جنوب ایران است. 
باد شمالی به مدت ۹ ماه از سال به موازات سواحل شمالی خلیج فارس می‌وزد و ۴۰ روز از دوره وزش آن در فصل تابستان همراه با گرد و غبار فراوان است . جهت وزش این باد غیر از زمستان به جهت «غربی» – «شرقی» دارد و از جنوب غربی به سمت شمال شرقی است . باد شمالی در فصل زمستان توأم با هوای نسبتاً سرد است و دوام کمتری دارد . 